# منغوشي (بوزي)
منغوشي (بالفارسية: منگوشی) هي منطقة سكنية تقع في إيران في قسم بوزي الريفي. يقدر عدد سكانها بـ 80 نسمة بحسب إحصاء 2016.